# Paectes pseudopsis
Paectes pseudopsis là một loài bướm đêm trong họ Noctuidae.